# Palaeopsylla kohauti
Espèce
Palaeopsylla kohauti  est une espèce de Puces de la famille des Hystrichopsyllidae et du genre Palaeopsylla. 
Palaeopsylla est un genre qui comporte plus de 50 espèces et sous-espèces issues de l'écorégion paléarctique, quelques-unes étant indomalaises, dont les hôtes appartiennent aux familles des Talpidae et des Soricidae.
Palaeopsylla kohauti est une puce de fourrure dont l'hôte principal est Talpa europaea mais elle se retrouve également sur d'autres micromammifères. Le mâle mesure de 2 à 2,5 mm de long et la femelle de 2,3 à 3 mm.
Cette espèce est rare en Angleterre, et encore plus en Écosse. Elle se rencontre également dans l'est de la France, l'est de l'Allemagne, la Suisse, l'Autriche, le nord de l'Italie, le Danemark, le sud de la Suède et de la Finlande et jusqu'aux monts Oural en Russie européenne,.